# 2010년 아시안 게임 스리랑카 선수단
 스리랑카는 2010년 11월 12일부터 11월 27일까지 중화인민공화국 광저우에서 열리는 2010년 아시안 게임에 참가하였다.
골프, 공수도, 럭비, 배드민턴, 복싱, 비치발리볼, 사격, 사이클, 수영, 스쿼시, 싱크로나이즈, 양궁, 우슈, 역도, 요트, 육상, 조정, 체조, 크리켓, 탁구, 태권도, 테니스 22개 종목에 104명의 선수를 출전시켰으나 메달을 획득하지는 못 하였다.